# Jon Drummond
Jonathan („Jon“) Drummond (* 9. September 1968 in Philadelphia) ist ein ehemaliger US-amerikanischer Leichtathlet und heutiger Sprinttrainer.
Jon Drummond war einer der weltbesten 100-Meter- und 200-Meter-Läufer, bekannt für seine besonders gute Startreaktion. Bei den Zuschauern war er aufgrund seines lustigen Wesens und spaßigen Auftretens beliebt.
Bei den Leichtathletik-Weltmeisterschaften 1993 in Stuttgart war er der Startläufer der amerikanischen 4-mal-100-Meter-Staffel, die den Weltmeistertitel gewann und den Weltrekord mit 37,40 s egalisierte. Bei den nächsten Weltmeisterschaften 1995 in Göteborg konnte er als zweiter Läufer den Staffelstab nicht an Tony McCall übergeben und die amerikanische Staffel wurde disqualifiziert. In den weiteren Jahren machte er weiter als Staffelläufer Furore. Bei den Olympischen Spielen 1996 in Atlanta gehörte er zu dem Quartett, das die Silbermedaille gewann. Solo über 100 Meter kam er nur ins Halbfinale.
Bei den Weltmeisterschaften 1999 konnte er krankheitsbedingt nicht an den Einzelläufen teilnehmen, war aber erneut Staffel-Weltmeister als Startläufer. Bei den Olympischen Spielen 2000 in Sydney wurde er Fünfter über 100 Meter und gewann als Startläufer der US-Staffel seine erste olympische Goldmedaille.
Für großes Aufsehen sorgte er, als er bei den Weltmeisterschaften 2003 in Paris im Viertelfinale aufgrund seines Fehlstartes disqualifiziert wurde. Er wollte die Entscheidung der Jury nicht akzeptieren und legte sich 45 Minuten lang vor die Startblöcke, bis er dann schließlich mit Tränen in den Augen das Stadion verließ. Für den 34-jährigen Athleten sollte dies der letzte internationale Auftritt gewesen sein. Er wurde vom US-amerikanischen Verband nach dieser Affäre nicht mehr für die Staffel nominiert.
Nach seiner aktiven Karriere war er Trainer von Tyson Gay. Nachdem Gay des Dopings überführt wurde, belastete er Drummond. 2014 wurde Drummond wegen Verstoßes gegen die Dopingbestimmungen für acht Jahre gesperrt. Er darf in dieser Zeit keine Athleten trainieren oder beraten.

## Auszeichnungen
- 1993: „Weltmannschaft des Jahres“ –  4-mal-100-Meter-Staffel mit Andre Cason, Dennis Mitchell und Leroy Burrell (La Gazzetta dello Sport)